# روغة (تريم)

تعديل مصدري - تعديل

روغة هي إحدى قرى عزلة تريم بمديرية تريم التابعة لمحافظة حضرموت، بلغ تعداد سكانها 711 نسمة حسب تعداد اليمن لعام 2004.